# 홍순언 (흥행사)
홍순언(洪淳彦, 1905년? ~ 1937년 1월 19일)은 일제강점기의 흥행사이다.

## 생애
평안북도 의주군 출생이나 생년은 분명치 않다. 열차 식당의 급사로 시작하여 평양에서 호텔 지배인으로 근무했다. 1926년에 평양에 공연을 온 무용가 배구자를 만나 배구자의 탈출을 도와주었다. 이때의 인연으로 두 사람은 1929년에 결혼하였다.
결혼 직후부터 배구자는 배구자무용연구소를 설립하여 활동을 재개하였고, 홍순언은 배구자의 매니저 역할을 하면서 흥행업계에서 활동을 시작했다. 배구자무용연구소 학생들로 공연단을 꾸린 뒤 일본의 흥행 기업과 계약을 체결하여 일본 순회공연을 벌이면서 수익을 올리기 시작했다.
순회공연단 운영 경험을 바탕으로 1935년에는 상업연극을 전문으로 공연하는 동양극장을 개관하여 큰 성공을 거두었다. 홍순언은 현재의 서울 서대문구 충정로에 최신 시설로 동양극장을 짓고, 소설가 최독견을 지배인으로 초빙했다. 극예술연구회의 홍해성과 토월회 출신인 박진이 연출가로 합류하였고, 당대의 유명 극작가, 배우들과 전속계약을 맺었다. 동양극장 운영 과정에서 등급에 따른 월급제를 실시하는 등 혁신적인 경영 기법을 도입하기도 했다.
동양극장은 공연예술계에서 숱한 화제작을 내놓으면 비상한 관심을 모았다. 그러나 동양극장의 흥행이 절정에 달했을 때 아내 배구자의 일본 공연에 동행했다가 30대 초반의 나이로 일본에서 급서했다

## 같이 보기
- 동양극장

## 참고자료
- 강옥희,이영미,이순진,이승희 (2006년 12월 15일). 《식민지시대 대중예술인 사전》. 서울: 소도. 357~358쪽쪽. ISBN 978-89-90626-26-4.